# Entalpia

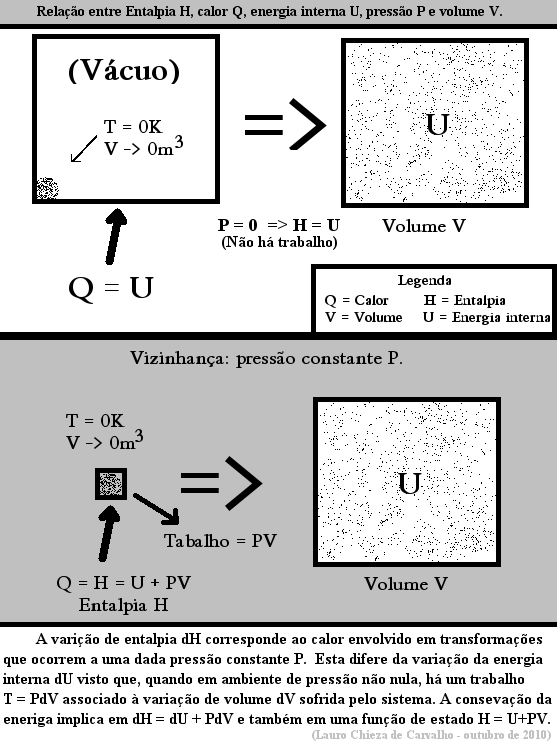

Entalpia, por vezes referida como entalpia absoluta, é uma grandeza física definida no âmbito da termodinâmica clássica, de forma que esta meça a máxima energia de um sistema termodinâmico, teoricamente passível de ser deste removida na forma de calor. É particularmente útil na compreensão e descrição de processos isobáricos: à pressão constante as variações de entalpia encontram-se diretamente associadas às energias recebidas pelo sistema na forma de calor, as quais são facilmente mensuráveis em calorímetros.
Conforme definida, a entalpia engloba em si não apenas a energia interna do sistema, mas também a energia armazenada no conjunto sistema-vizinhança que, absorvida pelo sistema via trabalho realizado pela vizinhança em processos termodinâmicos que impliquem a diminuição de seu volume, também integra uma parcela de energia passível de ser extraída na forma de calor a partir do referido sistema. A entalpia  mensura pois a totalidade de energia de alguma forma atrelada ao sistema - incluindo-se nesta não apenas a energia encerrada no sistema como também a energia atrelada ao sistema em virtude das relações que este estabelece com a sua vizinhança.
Em acordo com o apresentado, a variação de entalpia, define-se por:
{\displaystyle \Delta H=\Delta U+P\Delta V}
onde U representa a energia interna do sistema e PV mensura a quantidade de energia associada ao conjunto sistema-vizinhança devido ao fato do sistema ocupar um volume V quando submetido à pressão constante P, ou seja, o máximo trabalho executável pela vizinhança sobre o sistema.
Embora as entalpias absolutas - assim como as energias internas absolutas - não desempenhem papel de maior relevância na análise prática de processos físico-químicos - sendo em verdade experimentalmente muito complicadas suas precisas determinações - as variações de entalpia são contudo facilmente mensuráveis via aparelhos conhecidos como calorímetros e estas sim desempenham papel o mais importante na análise dos citados processos. É a variação de entalpia {\displaystyle \Delta H=H_{f}-H_{i}} em um dado processo termodinâmico - ou seja, a diferença entre as entalpias do estado final {\displaystyle H_{f}} e do estado inicial {\displaystyle H_{i}} visto ser a entalpia uma função de estado -, e não a entalpia em si, que retém real significado físico e prático: a variação de entalpia mensura o calor absorvido pelo sistema durante os processos termodinâmicos provido que estes realizem-se à pressão constante.
A entalpia-padrão de um sistema corresponde à entalpia do sistema antes descrita subtraída de uma constante adequadamente escolhida de forma a ter-se a entalpia-padrão de um sistema em particular - adequadamente escolhido para constituir um padrão universal de referência - propositalmente definida como zero. A definição de entalpia-padrão faz-se por razões práticas e não acarreta implicação alguma na determinação das variações de entalpia em processos termodinâmicos, visto serem as suas variações iguais às respectivas variações de entalpia absoluta ({\displaystyle \Delta H=\Delta H^{0}}). Assim sendo, define-se de forma universalmente aceita que toda substância simples em estado padrão - ou seja, no estado físico e alotrópico mais estável, a 298,15 K (25°C) e 1 bar (100 000 Pa), tem entalpia-padrão por definição igual a zero - mesmo não sendo nula sua entalpia absoluta em tal estado. Determinar a entalpia-padrão de um estado particular de um sistema consiste pois em determinar a variação de entalpia em um processo qualquer que tenha por estado final o estado em consideração e que tenha por estado inicial sempre o estado padronizado associado. O estado inicial padrão constitui uma referência para a medida de entalpia, e a partir desta referência determinam-se doravante com facilidade as entalpias-padrão de todos os demais compostos químicos ou estados. Em particular, dá-se o nome de entalpia de formação à entalpia-padrão de uma substância pura composta; o que corresponde, dada a aplicação da definição de entalpia padrão ao caso, à variação de entalpia associada à reação que tem por estado inicial os elementos necessários à produção do composto - este em sua forma padrão - e por estado final apenas a substância composta em consideração - nas condições específicas à situação. As entapias-padrão das substâncias compostas - as entalpias de formação - são as entalpias que encontram-se geralmente tabeladas em livros e manuais, não raro figurando junto às variações de entalpias para reações químicas específicas.
No Sistema Internacional de Unidades a unidade da entalpia é o joule (J). Ao passo que na literatura a entalpia absoluta é geralmente representada pelo símbolo H, a entalpia-padrão encontra-se geralmente representada pelo símbolo H 0.
Quando expressa em função da entropia S, número de elementos N, e da pressão P - para o caso de sistemas termodinâmicos mais simples - a entalpia   {\displaystyle H=H_{(S,P,N)}}  é, assim como o são as respectivas Transformadas de Legendre associadas, a saber a Energia livre de Helmholtz {\displaystyle F=F_{(T,V,N)}}, a Energia livre de Gibbs {\displaystyle G=G_{(T,P,N)}}  e a energia interna {\displaystyle U=U_{(S,V,N)}}, uma equação fundamental para os sistemas termodinâmicos em consideração. A partir de uma equação fundamental é possível via formalismo matemático inerente à termodinâmica obter-se qualquer informação física relevante para o sistema por ela descrito. Se a entalpia encontrar-se expressa em função de outras grandezas que não as mencionadas, esta constituirá apenas uma equação de estado e não em uma equação fundamental. Uma equação de estado não encerra em si todas as informações acerca do sistema; contudo a partir de todas as equações de estado do sistema é possível deduzir-se uma equação fundamental, e em consequência, via transformadas de Legendre, todas as demais.

## Definição
Quando um sistema imerso em um ambiente à pressão constante sofre um processo qualquer, indo de um estado inicial "i" para um estado final "f", a quantidade de energia trocada com a vizinhança na forma de trabalho é definida apenas pela variação de volume {\displaystyle \Delta V=V_{f}-V_{i}} sofrida pelo sistema e pela pressão P do ambiente constate durante todo o processo. Assume-se aqui, sem perda de generalidade, que tem-se uma transformação quase-estática, de forma que a pressão P é também a pressão do sistema em si. A citada quantidade de trabalho W realizada pelo sistema sobre a vizinhança sob pressão constante é determinável através da expressão:
{\displaystyle W=P\Delta V=P(V_{f}-V_{i})}
É de interesse mensurar neste tipo de transformação a quantidade de calor trocada entre o sistema e sua vizinhança. Ao ceder-se certa quantidade de calor ao sistema, este expande-se, realizando um trabalho W sobre a vizinhança. A energia entregue à vizinhança - e que por tal abandona o sistema - é transferida às custas de parte do calor que entra no sistema, de forma que apenas parte do calor transferido ao sistema implica real aumento na energia interna deste sistema. A lei da conservação da energia fornece:
{\displaystyle Q=\Delta U+P\Delta V}
Como a energia interna e o volume do sistema são funções de estado, segue-se que nestes processos a quantidade de calor trocada também é uma função de estado. A expressão acima permite a definição de uma grandeza física conhecida por entalpia H de forma que:
{\displaystyle Q=\Delta H=\Delta U+P\Delta V}
Decorre que a entalpia pode ser definida pela função de estado introduzida por Josiah Willard Gibbs:
| Definição de Entalpia {\displaystyle H=U+PV} |
onde U é a energia interna do sistema e PV é o produto da pressão pelo volume do sistema (e da vizinhança), ou seja, a energia armazenada no conjunto sistema vizinhança.
Conforme definida, a variação da entalpia implica pois a expressão antes apresentada para a conservação da energia:
{\displaystyle \Delta H=H_{f}-H_{i}=(U_{f}+PV_{f})-(U_{i}+PV_{i})=\Delta U+P\Delta V=Q}
A entalpia, por ser - assim como a energia interna e o trabalho - uma grandeza associada à medida de energia, é por tal também medida em joules.
É aqui importante ressaltar-se que a variação da entalpia em um dado processo corresponde sempre à entalpia do estado final menos a entalpia do estado inicial atrelados ao referido processo, e que em equações químicas esta corresponde pois a entalpia do estado onde tem-se os produtos menos a entalpia do estado onde tem-se os reagentes ({\displaystyle \Delta H=H_{P}-H_{R}}).
Partindo-se do fato que a expressão da energia interna {\displaystyle U_{(S,V,N)}} é uma equação fundamental para o sistema e assim o sendo encerra em si todas as informações acerca do comportamento deste, é de se esperar que seja possível, partindo-se desta expressão, inferir o comportamento do correspondente sistema à pressão constante, e por tal derivar-se da primeira a expressão para {\displaystyle H_{(S,P,N)}}. Em acordo com o estabelecido pela Transformada de Legendre aplicada à energia interna {\displaystyle U_{(S,V,N)}}, a fim de constituir também uma equação fundamental, a entalpia {\displaystyle H_{(S,P,N)}} deve figurar em função, entre outras se houver, das grandezas extensivas entropia S, quantidade de matéria N, e da grandeza intensiva pressão P, devendo a correspondente grandeza extensiva conjugada à pressão - o volume V - ser substituída em {\displaystyle U_{(S,V,N)}} mediante a relação:
{\displaystyle -P={\frac {\partial U_{(S,V,N)}}{\partial V}}} .
Caso a entalpia figure em função de demais grandezas que não as citadas, a exemplo em função da temperatura T ou mesmo do volume V, tal expressão não constituirá uma equação fundamental para o sistema, caracterizando-se então apenas como uma equação de estado.
A tabela que se segue apresenta os passos a serem seguidos a fim de se obter a entalpia {\displaystyle H_{(S,P,N)}} a partir da energia interna {\displaystyle U_{(S,V,N)}}, e vice versa mantidas as condições para que ambas figurem como equações fundamentais.
| {\displaystyle U=U_{(S,V,N_{1},N_{2}...)}}                                                         |
| {\displaystyle -P={\frac {\partial U_{(S,V,N_{1},N_{2}...)}}{\partial V}}}                         |
| Determinar {\displaystyle V=V_{(S,P,N_{1},N_{2}...)}} e {\displaystyle U=U_{(S,P,N_{1},N_{2}...)}} |
| {\displaystyle H=U+PV}                                                                             |
| Eliminação de U e V fornece:                                                                       |
| Entalpia H                                                                                         |
| {\displaystyle H=H_{(S,P,N_{1},N_{2}...)}}                                                         |
| -------------------------------------------------------------------------------------------------- |

| {\displaystyle H=H_{(S,P,N_{1},N_{2}...)}}                                                         |
| {\displaystyle V={\frac {\partial H_{(S,P,N_{1},N_{2}...)}}{\partial P}}}                          |
| Determinar {\displaystyle P=P_{(S,V,N_{1},N_{2}...)}} e {\displaystyle H=H_{(S,V,N_{1},N_{2}...)}} |
| {\displaystyle U=H-PV}                                                                             |
| Eliminação de P e H fornece:                                                                       |
| Energia Interna U                                                                                  |
| {\displaystyle U=U_{(S,V,N_{1},N_{2}...)}}                                                         |
| -------------------------------------------------------------------------------------------------- |

- Exemplo

A equação fundamental para a Entalpia de um gás monoatômico ideal é, com {\displaystyle \Phi } sendo uma constante com dimensão adequado ao ajuste correto da análise dimensional:
{\displaystyle H(S,P,N)={\frac {5}{2}}Nk\left(P\Phi \,e^{[({\frac {S}{Nk}}-c)-{\frac {5}{2}}]}\right)^{\frac {2}{5}}} 
Esta equação pode ser obtida a partir da equação fundamental para a energia interna  {\displaystyle U_{(S,V,N)}} seguindo-se os passos na parte superior da tabela apresentada, ou a partir dela pode-se obter a energia interna seguindo-se os passos na parte inferior da tabela em questão. Os cálculos associados são apresentados no artigo relacionado à Transformada de Legendre na presente enciclopédia. A título ilustrativo a energia interna para o sistema em questão expressa-se como:
{\displaystyle U(S,V,N)={\frac {3}{2}}Nk_{B}\left({\frac {N\Phi \,e^{({\frac {S}{Nk_{B}}}-c)-{\frac {5}{2}}}}{V}}\right)^{\frac {2}{3}}}
A equação anterior pode facilmente ser reescrita a fim de tornar-se similar à encontrada em outros artigos da Wikipédia. Uma vez  suprimidas constante(s) com unidade(s) definida(s) de forma a tornarem correta a análise dimensional, esta apresentar-se-á como abaixo:
{\displaystyle U_{(S,V,N)}=N({\frac {N}{V}})^{\frac {2}{3}}e^{[{\frac {2}{3}}({\frac {S}{Nk_{B}}}-c)]}} 

## Variação de entalpia
A variação de entalpia ({\displaystyle \Delta H\,\!=\Delta H^{0}}) em transformações físico-químicas é geralmente expressa de forma proporcional à quantidade de matéria envolvida na reação, ou seja, proporcional ao número de mols envolvidos no processo. A exemplo, na reação termoquímica a seguir, a variação da entalpia (-241,2 kJ/mol) corresponde à variação de entalpia mensurada quando meio mol de {\displaystyle O_{2}\,\!} reage com um mol de {\displaystyle H_{2}\,\!}  dando como resultado um mol de {\displaystyle H_{2}O\,\!}.
{\displaystyle {\begin{matrix}{\frac {1}{2}}\end{matrix}}{O_{2}}_{(g)}+{H_{2}}_{(g)}\rightarrow {H_{2}O}_{(g)}\qquad \Delta H=-241,2\ kJ/mol\,\!}
Quanto ao sinal do {\displaystyle \Delta H\,\!}, observar-se-á que, em:
- Reações exotérmicas: {\displaystyle \Delta H<0}. Há liberação de calor do sistema para a vizinhança.
- Reações endotérmicas: {\displaystyle \Delta H>0}. Há uma absorção de calor pelo sistema.

As variações de entalpia em reações químicas podem ser mensuradas via medida do calor absorvido ou liberado na reação, sendo o procedimento experimentalmente levado a cabo em aparelhos conhecidos como calorímetros.
É importante mencionar que as variações de entalpia absoluta {\displaystyle \Delta H} e entalpia padrão {\displaystyle \Delta H^{0}} - esta definida como a entalpia absoluta menos uma constante C adequadamente escolhida ({\displaystyle \Delta H^{0}=H-C}; ver próxima seção) - são iguais. Tal igualdade é facilmente demonstrável a partir da definição desta última:
{\displaystyle \Delta H^{0}=H_{f}^{0}-H_{i}^{0}=(H_{f}-C)-(H_{i}-C)=H_{f}-H_{i}=\Delta H}
assim, ao falar-se em variação, tanto faz falar-se da variação da entalpia-padrão ou falar-se da variação da entalpia absoluta. Fala-se pois simplesmente em variação de entalpia {\displaystyle \Delta H}.

## Entalpia, e entalpias
Em fundamento tem-se apenas uma entalpia, a antes definida entalpia absoluta - ou simplesmente entalpia. Contudo, dado um conjunto de situações específicas e similares, pode-se estabelecer "entalpias" também específicas ao conjunto, que não obstante carregam em seu nome a descrição da característica comum. Assim tem-se por exemplo a entalpia-padrão já discutida, a entalpia de formação, a entalpia de combustão, de vaporização, de dissolução, e quem sabe outras mais.  Contudo todas remontam, em essência e sem restrições, à definição inicial de entalpia absoluta - quando muito aparte alguma constante sem qualquer implicação prática - e à determinação das variações de entalpia ao longo dos processos que levam do estado inicial ao final. Assim, a "entalpia de combustão" nada mais é do que a variação de entalpia observada entre o estado inicial - neste caso definido como sendo um combustível + comburente - e o estado final - neste caso o produto da combustão, geralmente gás carbônico e água no caso da queima de hidrocarbonetos. As demais "entalpias" seguem o mesmo padrão.

### Entalpia-padrão
Teoricamente, o cálculo do valor do {\displaystyle \Delta H} só seria em princípio possível se fossem conhecidas as entalpias absolutas dos reagentes ({\displaystyle H_{R}}) e dos produtos ({\displaystyle H_{P}}) visto que {\displaystyle \Delta H\ =H_{P}-H_{R}}. Tais valores absolutos, entretanto, são praticamente impossíveis de serem diretamente mensurados experimentalmente dado a utopia prática de um sistema de referência em um estado de entalpia absoluta zero. Na prática tem-se em verdade não há ganho ou obrigatoriedade alguma de que as entalpias a serem consideradas no cálculo sejam as entalpias absolutas dos estados do sistema. Tal consideração decorre do fato que, experimentalmente, com o uso do calorímetro, só é possível obterem-se os valores das variações  {\displaystyle \Delta H} devido às transformações do sistema visto que o calorímetro permite mensurar apenas o calor perdido ou recebido pelo sistema durante uma dada transformação, mas não a energia interna e a energia associada ao volume sob pressão de um estado particular do sistema. As variações de entalpia correspondem pois às grandezas experimentalmente mesuráveis e de relevância.
Em vista da situação há pois uma liberdade de escolha quanto ao "nível" de referência ao qual associar-se-á por definição um valor de entalpia nulo visto que não há razão prática alguma que acarrete a necessidade da entalpia "zero" encontrar-se obrigatoriamente associada - como encontra-se na definição de entalpia absoluta - a um estado do sistema à temperatura de zero kelvins e cujos volume e energia interna clássicos sejam  nulos - ou seja, ao estado naturalmente determinado para o qual a entalpia absoluta é nula. De forma similar ao que ocorre com a determinação de diferenças de alturas, onde o valor obtido para a espessura ("altura") de uma mesa - ou seja, a diferenças de alturas entre o topo e o pé da mesa - independe do nível de referência escolhido para medirem-se as alturas a serem subtraídas - podendo estas serem medidas tanto em relação o piso da sala como em relação o nível do mar sem contudo afetar-se o resultado de interesse prático - pode-se em princípio também escolher um nível de referência qualquer a partir do qual as entalpias serão mensuradas e a partir dos quais as variações de entalpia sejam sempre corretamente determináveis.
Embora a escolha do "nível" de referência seja em princípio livre, é extremamente valioso que este estabeleça-se um padrão experimentalmente bem definido e que seja por todos facilmente reprodutível e universalmente reconhecido, de forma a permitir a fácil determinação dos valores de entalpia para as mais variadas substâncias puras compostas visto que isso certamente facilitará muito o cálculo teórico do {\displaystyle \Delta H} nas milhares de transformações químicas existentes bem como o intercâmbio de dados e resultados práticos entre profissionais dos mais diversificados ramos de atividade pertinentes. A fim de estabelecer tal nível de referência padrão determinaram-se primeiramente, entre outros, as condições físico-químicas de referência para os quais a entalpia - esta doravante nomeada entalpia-padrão {\displaystyle H^{0}}  - será definida como zero. Convencionou-se, entre outros, que constituir-se-á o sistema de referência por todas as substâncias simples, e que o estado padrão será o estado físico e alotrópico mais estável destas substâncias à temperatura de 25 °C e pressão de 1 atm.. A partir desta definição, mensurada a variação de entalpia em qualquer processo que leve o sistema das condições de referência - a justaposição para reação da mistura de substâncias simples - a um estado final em particular - a substância composta formada - foi e é possível determinar-se a entalpia-padrão associada a qualquer estado final desejado, e de forma recorrente, as entalpias-padrão e variações de entalpia para as mais diversas reações, mesmo para aquelas envolvendo várias substâncias puras ou mesmo compostas atuando tanto como reagentes quanto como produtos. Tais entalpias-padrão, ou suas variações - cujos valores coincidem com as variações de entalpia absoluta - encontram-se desta forma tabeladas em muitos livros de química e física para as mais diversas substâncias e reações químicas.
Tem-se pois que pela definição as entalpias-padrão do hidrogênio ({\displaystyle H_{2}}), do oxigênio ({\displaystyle O_{2}}) ou do grafite (C) quando nas condições padrão, ou seja, a 25 °C de temperatura e 1 atm. de pressão, são por definição, zero. O mesmo já não ocorre para o diamante (carbono em estado alotrópico menos estável), {\displaystyle H_{2}O} (substância composta) e outras, mesmo que nas condições padrão de temperatura e pressão.
É conveniente explicitar-se que, conforme definidas, a entalpia absoluta e a entalpia-padrão diferem entre si por uma mera subtração de um valor adequadamente escolhido para cada situação:
{\displaystyle H^{0}=H-C} onde C representa uma constante.
Uma vez estabelecido o padrão de referência e uma forma de mensurarem-se as entalpias-padrão dos sistemas nos seus diversos estados, mostra-se também válido estabelecer alguns conceitos de utilidade prática derivados, a exemplo os conceitos de entalpias de formação e de entalpia de combustão das substâncias.

### Entalpia de formação
Refere-se à energia liberada ou absorvida quando um mol de um composto se forma a partir de substâncias simples no estado padrão - as quais têm entalpia-padrão por definição igual a zero.
Exemplo:
{\displaystyle 2C_{(gr)}+3H_{2_{(g)}}+{\frac {1}{2}}O_{2_{g}}\rightarrow C_{2}H_{5}OH_{(l)}\qquad \Delta H_{F}=-277,7kJ/mol\,\!}
A equação acima indica que a entalpia de formação do etanol :{\displaystyle (C_{2}H_{5}OH_{(l)}),\!}, é igual a -277,7 kJ. Repare que a reação é exotérmica: energia é liberada na formação de etanol a partir das substâncias simples associadas.

### Entalpia de combustão
Refere-se à energia liberada na combustão de um mol de um composto; desde que todos os participantes da reação estejam no estado-padrão.
Exemplo:
{\displaystyle 1CH_{4_{(g)}}+2O_{2_{(g)}}\rightarrow 1CO_{2_{(g)}}+2H_{2}O_{(l)}\qquad \Delta H_{C}=-889,5kJ/mol\,\!}
A equação acima indica que a entalpia de combustão do metano :{\displaystyle (CH_{4_{(g)}})\,\!}, é igual a -889,5 kJ. Assim como o que se observa na reação de formação do metano, a reação de combustão do metano também é exotérmica.

### Entalpia de ligação
Outra forma de calcular a variação de entalpia de uma reação química envolve o conceito de energias de ligação, ou seja, aquela relacionada à variação da energia potencial associada à força que une os átomos: entalpia de ligação é a energia necessária para romper um mol de ligações químicas entre pares de átomos no estado gasoso.
É importante ressaltar que a entalpia de ligação será sempre positiva visto que, pela definição, a exemplo do hidrogênio, tem-se a seguinte ordem entre reagente e produto:
{\displaystyle H_{2}\rightarrow H+H}
e não o contrário
(incorreto)  {\displaystyle H+H\rightarrow H_{2}}.
Considerando que a quebra de ligações é um processo endotérmico, e que a formação de ligações é um processo exotérmico,  uma forma prática de calcular-se o {\displaystyle \Delta H\,\!} de uma reação química é a partir dos valores de energia liberada na quebra de ligações e absorvida na formação de novas ligações. Para tanto, faz-se necessário conhecer as entalpias de ligação para cada ligação específica entre cada par de átomos específico. Calcula-se, então, a variação de entalpia pela diferença entre as entalpias de ligação das ligações rompidas e as entalpias de ligação das ligações formadas. Contudo é demonstrável que este método fornece resultados mais para aproximados do que para exatos visto que a energia de uma dada ligação é influenciada pela existência ou não bem como pela natureza das demais ligações sendo realizadas por um ou mesmo pelo par de átomos em consideração. Verifica-se que, por razões práticas, as entalpias de ligação associadas a uma dada ligação refletem em verdade uma média para as diversas situações tipicamente encontradas. Um tratamento via entalpias de ligação de um dado átomo a grupos termoquímicos específicos melhora a situação mas não remove completamente a imprecisão .
Encontram-se com facilidade na literatura tabelas contendo as entalpias de ligação para as mais variadas ligações. A partir das mesmas é possível fazer-se uma estimativa das variações de entalpia em processos envolvendo reagentes e produtos definidos por tais ligações. A exemplo, pode-se determinar a variação de entalpia associada à reação (∆H=?):
{\displaystyle CH_{4}+2O_{2}->CO_{2}+2H_{2}0}
uma vez conhecidos as entalpias de ligação:
| C–H | +413,4 KJ/mol            |
| O=O | +468,6 KJ/mol            |
| C=O | +804,3 KJ/mol (para CO2) |
| H–O | +463,5 KJ/mol            |

Vistos que todos os elementos encontram-se no estado gasoso, assumidos nas condições normais de temperatura e pressão, pode-se determinar a requisitada variação de entalpia, que corresponde à entalpia do estado final (produtos) menos a entalpia do estado inicial (reagentes) de duas maneiras:
1) Pela diferença entre as entalpias de formação ∆H 0F (= H0F) dos produtos e dos reagentes.
2) Pela diferença entre as entalpias de ligação ∆HL (= HL) das ligações rompidas e das ligações formadas.
Como dispõe-se das entalpias de ligação, sendo este o caso em consideração, aplicar-se-á a regra 2. Tem-se assim:
a) Ligações a serem quebradas: 4 mols de ligações C-H para desfazer-se o metano, 2 mols de ligações O=O para desfazerem-se os dois mols de O2.
Tem-se que a soma das entalpias de ligação para as ligações a serem quebradas vale:
{\displaystyle \Sigma H_{(rompidas)}^{L}} = 4 mols * (+413,4 KJ/mol) + 2 * + (468,6 KJ/mol) = 2 590,8 KJ
b) Ligações a serem formadas: 2 mols de ligações C=O formam 1 mol de CO2 ; 4 mols de ligações H-O formando 2 mols de H2O.
Tem-se que a soma das entalpias de ligação associadas às ligações que serão formadas vale:
{\displaystyle \Sigma H^{L}{(formadas)}=2*(+804,3KJ/mol)+4*(+463,5KJ/mol)=3462,6KJ}
A variação de entalpia para a reação inicial de combustão do metano vale, segundo a regra 2, a diferença entre as entalpias de ligação quebradas [{\displaystyle \Sigma H^{L}{(rompidas)}}], cuja soma foi determinada no caso (a), e as entalpias de ligações formadas [{\displaystyle \Sigma H^{L}{(formadas)}}], cuja soma foi determinada em (b). Tem-se pois que:
{\displaystyle \Delta H=\Sigma H_{(rompidas)}^{L}-\Sigma H_{(formadas)}^{L}} = 2 590,8 KJ – 3 462,6 KJ = - 871,8 KJ
de onde
{\displaystyle \Delta H~-871,8KJ}
A reação é exotérmica visto que a variação de entalpia é negativa, conforme esperado por se tratar da combustão do metano, e libera aproximadamente 871,8 KJ de energia via calor. A entalpia do estado final é cerca de 871,8 KJ menor do que a entalpia do estado inicial.

#### Entendendo os cálculos
O mecanismo em questão para o cálculo de {\displaystyle \Delta H} , conforme apresentado, deriva, em verdade, da aplicação da lei de Hess (ver seção a frente) a um conjunto de reações: para o presente exemplo, o primeiro somatório corresponde a uma variação de entalpia associada à seguinte reação:
{\displaystyle CH_{4}+2O_{2}->C+4H+4O}
Em uma segunda etapa tem-se a reação:
{\displaystyle C+4H+4O->CO_{2}+2H_{2}0}
cuja variação de entalpia é determinada pelo negativo do segundo somatório (-Σ HL(formadas)), visto que as ligações são agora formadas e não quebradas.
Trata-se assim da decomposição da reação original em duas etapas levada a cabo via inserção de um estado intermediário contendo elementos não ligados. Conforme esperado pelo fato da entalpia ser função de estado, a variação de entalpia total será a soma das variações de entalpia associadas a cada etapa da reação, o que leva corretamente, conforme esperado, a:
{\displaystyle \Delta H=H_{P}-H_{R}=\Sigma H_{(rompidas)}^{L}+(-\Sigma H_{(formadas)}^{L})=\Sigma H_{(rompidas)}^{L}-\Sigma H_{(formadas)}^{L}}

#### Entalpia de ligação ou energia de ligação?
Uma vez resolvido o problema conforme apresentado, de grande importância perceber que, embora seja verdade que para determinarem-se as ligações a serem rompidas deva-se olhar sobretudo para o lado da equação correspondente aos reagentes, e que para determinarem-se as reações a serem feitas deva-se olha prioritariamente para o lado da equação correspondente aos produtos, a primeira somatória acima (a soma das entalpias de ligação para as ligações quebradas,(Σ HL(rompidas)), não é um cálculo que fornece por resultado a entalpia HR - quer absoluta, quer padrão, quer em relação a qualquer nível pré-estabelecido - do estado inicial (dos reagentes), ou seja, esta expressão não representa o cálculo da entalpia do estado do sistema antes da reação; e que a segunda somatória em questão, (Σ HL(formadas)), não é um cálculo válido acerca da determinação da entalpia do estado final HP - quer absoluta, quer padrão, quer em relação a qualquer nível pré-estabelecido - ou seja, do estado associado aos produtos da reação, quando já formados. A equação acima, por tal, não implica que esteja-se a fazer, a fim de determinar-se a variação de entalpia ∆H na combustão do metano, “a diferença de entalpias dos reagentes e dos produtos (HR – HP)”, pois não se está a determinar, com cada parcela da mesma, a entalpia dos reagentes, HR, e dos produtos, HP. Em verdade o cálculo acima, após concluído, configura uma forma alternativa de determinar-se a variação da entalpia associada à reação, ou seja, uma forma alternativa ao método tradicional onde faz-se  - por definição de variação - o valor da entalpia do estado final – dos produtos - menos a entalpia do estado inicial – dos reagentes.
Escreve-se corretamente pois que:
(correto) {\displaystyle \Delta H=H_{P}-H_{R}=\Sigma H_{(rompidas)}^{L}-\Sigma H_{(formadas)}^{L}}
e não que
(incorreto)       {\displaystyle \Delta H=[H_{R}]-[H_{P}]\;\;\;\;(=[\Sigma H_{(rompidas)}^{L}]-[\Sigma H_{(formadas)}^{L}])}.
Poder-se-ia em princípio, contudo, a fim de evitar-se confusão certa quanto a não diferenciação explicita do "H" que figura ante e dos "H" que figuram depois do sinal de igual na sentença anterior - e eles são diferentes, o primeiro representando a entalpia do sistema e os demais entalpias de ligação - argumentar que embora a expressão anterior não encontre-se escrita de forma correta, para uma dada reação qualquer esta contudo seria valida:
(inadequado, embora "aceita" por alguns autores) {\displaystyle \Delta H=[H_{R}^{L}]-[H_{P}^{L}]=-\Delta H^{L}\;\;\;\;(=[\Sigma H_{(rompidas)}^{L}]-[\Sigma H_{(formadas)}^{L}])}
O problema com esta notação reside em um ponto bem simples: a ausência de referencial padrão teórico e experimentalmente válio para a medida da "entalpia de ligação" a ser adotado em sua definição, ou seja, na tentativa de definir-se uma nova função de estado para o sistema a ser nomeada "entalpia de ligação" {\displaystyle H^{L}}.
Não há dúvidas que a entalpia de ligação e tradicional devam ser definidas de formas distintas visto que, dados o  estado inicial e o estado final do sistema, o intuito é definir a entalpia de ligação de forma que um aumento em seu valor ({\displaystyle \Delta H^{L}=H_{P}^{L}-H_{R}^{L}>0)} implique necessariamente, conforme equação em parágrafo anterior, uma diminuição da entalpia padrão ({\displaystyle \Delta H=H_{P}-H_{R}<0}), raciocínio pertinente visto que energia presa em uma ligação é energia que não pode ser transferida na forma de calor.
Em hipótese a opção para referencial seria o estado intermediário inserido no processo a fim de suportar o raciocínio sendo considerado, ou seja, seria o estado de referência um estado onde encontrar-se-iam apenas elementos isolados - desprovidos de qualquer ligação. Definir-se a “entalpia de ligação” deste estado como zero, e por conseguinte, a entalpia de ligação de um estado em particular seria definida, em acordo com a situação, como o negativo da variação de entalpia (tradicional) associada à formação de um elemento via estabelecimento de ligações entre os átomos avulsos em questão. Ter-se-ia pois a entalpia de ligação sempre positiva, e que {\displaystyle \Delta H=-\Delta H^{L}}
Ressalta-se que tal definição - que tenta ser condizente com a real definição de entalpia de ligação - seria contudo apenas complicadora, visto que o estado contendo apenas átomos sem ligação, excetuado gases nobres, é experimentalmente muito mais inacessível do que um sistema contendo elementos em estado padrão, e de forma mais inquietante, que este estado, tipicamente embora não necessariamente, implica um estado do sistema fora de seu equilíbrio termodinâmico. E para estados fora do equilíbrio não se definem os potenciais termodinâmicos, a exemplo, uma entalpia.
Grosso modo, fazê-lo seria pois apenas - a menos de um sinal - dar nova definição à “entalpia-padrão” - mediante mudança do nível de referência - de forma a apenas, em princípio, complicá-la teórica e experimentalmente.
Da forma que a entalpia de ligação é realmente definida - alguns autores mencionam apenas energia de ligação talvez por esta razão - a entalpia de ligação não é propriedade de um estado em particular e sim uma propriedade de um processo em específico onde há quebra de determinada ligação em particular, e em verdade, de forma mais detalhada - onde há a quebra de ligação entre um radical e um elemento em particular. A  proposta de notação
(inadequado, embora "aceita" por alguns autores) {\displaystyle \Delta H=H_{R}^{L}-H_{P}^{L}=-\Delta H^{L}}
é por tal, inadequada: busca expressar um raciocínio válido (a lei de Hess), contudo de forma infeliz.
Confirma-se tal afirmação observando que, embora uma variação na entalpia de ligação implique realmente uma variação na entalpia-padrão do sistema, há diversos processos que implicam uma variação da entalpia-padrão do sistema sem que contudo estes impliquem uma variação na energia de ligação de seus componentes. A associação conforme feita seria, pois, de mão única.
A alternativa para expressar-se o que realmente ocorre é definir-se uma energia de ligação - a nomear-se aqui por EL  de forma a nitidamente dissociar o conceito de energia de ligação do conceito de entalpia e conectá-lo ao conceito de calor de reação, e afirmar que variações na energia de ligação, quando presentes, implicam variações correspondentes na entalpia do sistema determináveis segundo a expressão:
(correto) {\displaystyle \Delta E^{L}=>\Delta H=H_{P}-H_{R}=[\Sigma H_{(rompidas)}^{L}]-[\Sigma H_{(formadas)}^{L}]=[E_{R}]-[E_{P}]}.
Não sendo a energia de ligação promovida ao status ou uma mera re-expressão de um potencial termodinâmico do sistema, portanto.

### Entalpia de dissolução
A dissolução de uma substância em água - principalmente para o caso das substâncias iônicas - ocorre sempre com transferência de energia. Uma vez verificado que a maioria das reações químicas se processa em meio aquoso, a compreensão acerca da entalpia de dissolução mostra-se importante à correta análise de tais processos.
Define-se a entalpia de dissolução como a variação de entalpia associada à dissolução de 1 mol de soluto em uma quantidade de solvente maior ou igual à mínima necessária para que se tenha a máxima variação de entalpia no processo, ou seja, para que se tenha a dissolução completa do soluto.
Um típico processo onde a entalpia de dissolução pode ser facilmente evidenciada refere-se à dissolução em água do vulgo "percloreto de ferro" - corretamente cloreto férrico - frequentemente realizada por profissionais ou amantes de eletrônica a fim de se obter uma solução adequadamente diluída de forma a poder ser utilizada no processo de corrosão de placas de circuito impresso - placas de material isolante com uma fina camada de cobre em sua superfície -, placas estas sobre as quais primeiro desenham-se e posteriormente à corrosão montam-se os circuitos eletrônicos projetados. A dissolução deve ser feita vagarosamente tamanho é o aquecimento que a mesma provoca, sempre jogando-se o percloreto na água, e nunca o contrário. A entalpia de dissolução para tal produto é consideravelmente alta em módulo - contudo negativa em valor, visto que a dissolução é exotérmica.
Dependendo do espécime químico o processo de dissolução pode em si não ser muito simples, por vezes incluindo várias etapas, as quais podem implicar respectivas variações de entalpia com sinais trocados. A exemplo, durante a dissolução de sólido iônico típico em água, em uma primeira etapa o cristal iônico é desfeito, e tal dissolução requer energia, implicando que a etapa é endotérmica ({\displaystyle \Delta H>0}. Em uma segunda etapa cada um dos íons passa a ser circundado por um número adequado de moléculas de água devidamente orientadas - processo conhecido como hidratação das partículas - o qual é acompanhado de uma considerável liberação de energia, sendo por tal um processo exotérmico que acarreta uma significativa diminuição da entalpia ({\displaystyle \Delta H<0}).O valor total da entalpia de dissolução depende então de qual das partes irá predominar. Extrapolando o conceito, a exemplo, ao contrário da dissolução de percloreto em água, a "dissolução" do sal de cozinha quando misturado com gelo mostra-se consideravelmente endotérmica.

### Entalpia de vaporização
A entalpia de vaporização ou calor de vaporização é a quantidade de energia necessária para que um mol de um elemento ou de uma substância que encontre-se em equilíbrio com o seu próprio vapor passe completamente para o estado gasoso. Supõe-se a pressão constante, por padrão 1 atmosfera ou em caso contrário conforme explicitamente especificada. Mais informações, e tabela de valores para as substâncias típicas encontram-se disponíveis no artigo especialmente destinado ao assunto nesta enciclopédia eletrônica.

### Entalpia de fusão
A entalpia de fusão ou calor de fusão é a quantidade de energia necessária para que um mol de um elemento ou substância em equilíbrio com seu líquido passe do estado sólido para o estado líquido mantida a pressão constante, usualmente definida como 1 atmosfera, ou conforme explicitamente especificada, em caso contrário.
Mais informações encontram-se disponíveis no artigo especialmente destinado ao assunto nesta enciclopédia eletrônica.

## Processos endotérmicos, exotérmicos, e espontaneidade
O processo endotérmico é aquele que ocorre com absorção de energia na forma de calor pelo sistema. Um exemplo disso: se um pedaço de gelo for deixado sobre a mesa à temperatura ambiente, ele receberá energia na forma de calor do ambiente e isso provocará a fusão do gelo. A transição da água no estado sólido para o estado líquido é um processo em que há calor da vizinhança para o sistema, ou seja, é endotérmica.
Outro exemplo: quando um mol de óxido de mercúrio sólido se decompõe, à pressão constante, em um mol de mercúrio líquido e meio mol de oxigênio gasoso, ocorre a absorção de 90,7 kJ de energia do ambiente. Matematicamente:
{\displaystyle {1HgO}_{(s)}\rightarrow {\begin{matrix}{\frac {1}{2}}\end{matrix}}{O_{2}}_{(g)}+{1Hg}_{(l)}\qquad \Delta H=+90,7\ kJ/mol\,\!}
Que também pode ser representada por:
{\displaystyle {1HgO}_{(s)}+{90,7kJ}\rightarrow {\begin{matrix}{\frac {1}{2}}\end{matrix}}{O_{2}}_{(g)}+{1Hg}_{(l)}\!}
O processo exotérmico é aquele que ocorre com liberação de energia na forma de calor para a vizinhança. Pode-se citar o seguinte como exemplo: quando um sistema formado por água líquida é colocado em um congelador, ele perde energia na forma de calor para esse ambiente e, em decorrência disso, ocorre a solidificação da água. Assim, transição da água no estado líquido para o estado sólido é um processo em que há calor do sistema para a vizinhança: é exotérmico.
Outro exemplo: quando um mol de hidrogênio gasoso reage, à pressão constante, com meio mol de oxigênio gasoso para formar um mol de água líquida, ocorre a liberação de 285,8 kJ de energia para o meio ambiente. Matematicamente:
{\displaystyle {1H_{2}}_{(g)}+{\begin{matrix}{\frac {1}{2}}\end{matrix}}{O_{2}}_{(g)}\rightarrow {1H_{2}O}_{(l)}\qquad \Delta H=-285,8\ kJ/mol\,\!}
Que também pode ser representada por:
{\displaystyle {1H_{2}}_{(g)}+{\begin{matrix}{\frac {1}{2}}\end{matrix}}{O_{2}}_{(g)}\rightarrow {1H_{2}O}_{(l)}+285,8\ kJ/mol\,\!}
Repare a correspondência entre os sinais das respectivas variações nas entalpias-padrão e a natureza da reação. Em reações exotérmicas há calor do sistema para a vizinhança, o que implica que a entalpia final do sistema é sempre menor do que a inicial; a diferença {\displaystyle \Delta H=H_{f}-H_{i}} será sempre negativa visto que {\displaystyle H_{f}<H_{i}} implica {\displaystyle H_{f}-H_{i}<0}. Raciocínio análogo acarreta que em reações endotérmicas a entalpia final é maior do que a inicial, e a diferença {\displaystyle \Delta H=H_{f}-H_{i}} será sempre positiva em reações endotérmicas visto que {\displaystyle H_{f}>H_{i}} implica {\displaystyle H_{f}-H_{i}>0}.
Relevante ao contexto é a falsa afirmação de que reações exotérmicas ({\displaystyle \Delta H<0}) são espontâneas, e endotérmica ({\displaystyle \Delta H>0})não  são espontâneas. A reação entre gelo e sal de cozinha é endotérmica, contudo espontânea. Embora verdade para um grande número de situações, não é difícil encontrarem-se situações onde tal afirmação falha drasticamente. Em condições ambientes o que determina a espontaneidade de uma reação ou processo não é o sinal da variação da entalpia no processo e sim o sinal da variação da energia livre de Gibbs no processo a ser desencadeado.

## Fatores que influenciam o valor da variação de entalpia
- Quantidade de reagentes e produtos: o valor do {\displaystyle \Delta H\,\!} de uma reação varia em função da concentração de cada um de seus participantes. O aumento da concentração provoca um aumento proporcional da variação de entalpia.

Exemplo:
{\displaystyle {1HgO}_{(s)}\rightarrow {\begin{matrix}{\frac {1}{2}}\end{matrix}}{O_{2}}_{(g)}+{1Hg}_{(l)}\qquad \Delta H_{Total}=+90,7kJ\qquad \Delta H=+90,7\ kJ/mol\,\!}
{\displaystyle {2HgO}_{(s)}\rightarrow {O_{2}}_{(g)}+{2Hg}_{(l)}\qquad \Delta H_{Total}=+181,4kJ\qquad \Delta H=+90,7\ kJ/mol\,\!}
- Os estados físicos dos reagentes e produtos: substâncias no estado sólido provocam variações de entalpia maiores do que no estado líquido; e estas, maiores do que no estado gasoso.

Exemplo:
{\displaystyle {1H_{2}}_{(g)}+{\begin{matrix}{\frac {1}{2}}\end{matrix}}{O_{2}}_{(g)}\rightarrow {1H_{2}O}_{(l)}\qquad \Delta H=-285,8\ kJ/mol\,\!}
{\displaystyle {1H_{2}}_{(g)}+{\begin{matrix}{\frac {1}{2}}\end{matrix}}{O_{2}}_{(g)}\rightarrow {1H_{2}O}_{(g)}\qquad \Delta H=-241,2\ kJ/mol\,\!}
- Estado alotrópico de reagentes e produtos: cada estado alotrópico tem um valor de entalpia distinto.

Exemplo:
{\displaystyle {1C}_{(gr)}+{O_{2}}_{(g)}\rightarrow {1CO_{2}}_{(g)}\qquad \Delta H=-94,0\ kcal/mol\,\!}
{\displaystyle {1C}_{(d)}+{O_{2}}_{(g)}\rightarrow {1CO_{2}}_{(g)}\qquad \Delta H=-94,5\ kcal/mol\,\!}
- Temperatura.

Uma reação exoenergética em uma dada temperatura pode mostrar-se endoenergética em outra temperatura, de forma que as temperaturas dos reagentes e produtos devem — quando fora do padrão — ser especificadas.

## Lei de Hess
Em 1840, um físico chamado Germain Henry Hess, com base em seus estudos sobre calores de reação, descobriu que, de um modo geral, quando uma reação se dá em etapas, a soma dos calores de reação correspondentes aos diversos estágios é igual ao calor de reação obtido quando a reação é realizada completamente em uma só etapa.
Então, enunciou sua lei: "Quando uma reação química apresenta etapas intermediárias, a variação de entalpia da reação geral equivale à soma das variações de entalpia de cada uma das etapas intermediárias". A lei de Hess implica a verificação experimental de que a entalpia é uma função de estado, ou seja, de que a variação da entalpia depende em um sistema depende apenas dos estados inicial e final do sistema - sendo sempre determinável pela diferença {\displaystyle \Delta H=H_{f}-H_{i}} - isto de forma independente de como o sistema evoluiu do estado inicial "i" para o estado final "f". Dados os mesmos estados inicial e final a variação de entalpia total observada será sempre a mesma, quer a reação se dê por etapas, quer se dê via uma única etapa, quer rápida, quer lentamente.
Podemos utilizar como exemplo simples da aplicação da Lei de Hess a reação de oxidação do carbono. É possível que o carbono se combine com um único átomo de oxigênio, formando o monóxido de carbono:
{\displaystyle C_{(g)}+{\frac {1}{2}}O_{2_{(g)}}\rightarrow CO_{(g)}\qquad \Delta H=-26,4kcal/mol\,\!}
O monóxido de carbono é combustível, isto é, ele pode se combinar com outro átomo de oxigênio, produzindo dióxido de carbono; por este motivo, ocorre a reação de combustão:
{\displaystyle CO_{(g)}+{\frac {1}{2}}O_{2_{(g)}}\rightarrow CO_{2_{(g)}}\qquad \Delta H=-67,6kcal/mol\,\!}
Se somarmos estas duas equações (como se elas fossem equações algébricas), poderíamos também, segundo a Lei de Hess, somar as entalpias de reação:
{\displaystyle C_{(g)}+{\frac {1}{2}}O_{2_{(g)}}+CO_{(g)}+{\frac {1}{2}}O_{2_{(g)}}\rightarrow CO_{(g)}+CO_{2_{(g)}}\,\!}
{\displaystyle \Delta H=(-26,4)+(-67,6)=-94kcal/mol\,\!}
Continuando a utilizar regras análogas às empregadas na álgebra, podemos eliminar todos os elementos que aparecem nos dois membros da equação - neste caso, eliminamos o {\displaystyle CO_{(g)},\!}.
Somando {\displaystyle {\frac {1}{2}}O_{2_{(g)}}\,\!} e  {\displaystyle {\frac {1}{2}}O_{2_{(g)}}\,\!}, podemos anotar 1 mol deste gás, e o resultado final será:
{\displaystyle C_{(g)}+O_{2_{(g)}}\rightarrow CO_{2_{(g)}}\qquad \Delta H=-94kcal/mol\,\!}
que é exatamente a entalpia da reação se queimássemos diretamente o carbono a dióxido de carbono.